# 草加警察署
草加警察署（そうかけいさつしょ）は、埼玉県草加市にある、埼玉県警察が管轄する警察署。署長は警視。管轄地域は草加市と八潮市。

## 所在地
- 草加市花栗3丁目2番23号

## 沿革

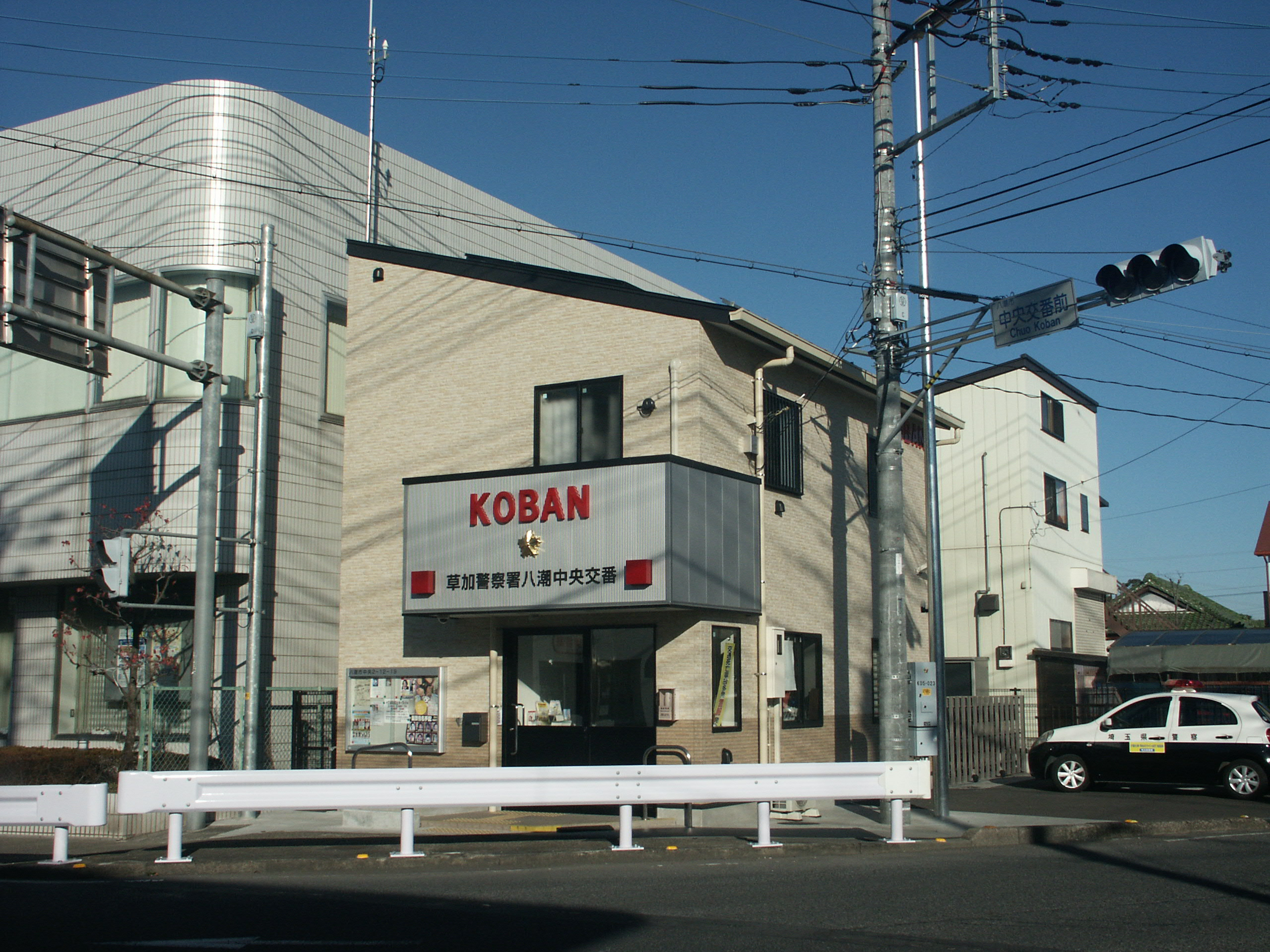
平成11年4月 - 現庁舎が完成する。
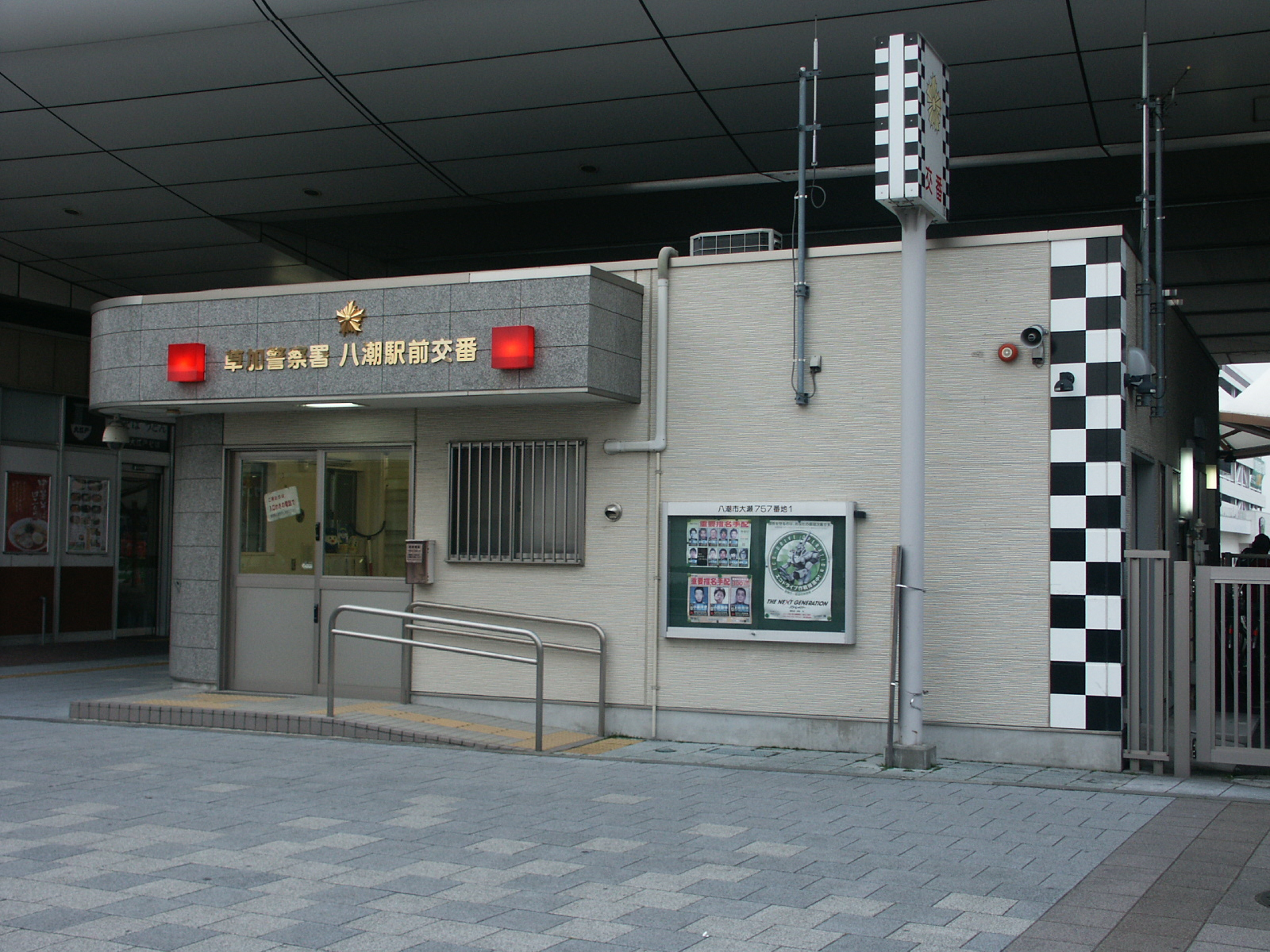
平成17年11月11日 ‐ 八潮南交番を八潮駅前に移転し、八潮駅前交番として開所する。
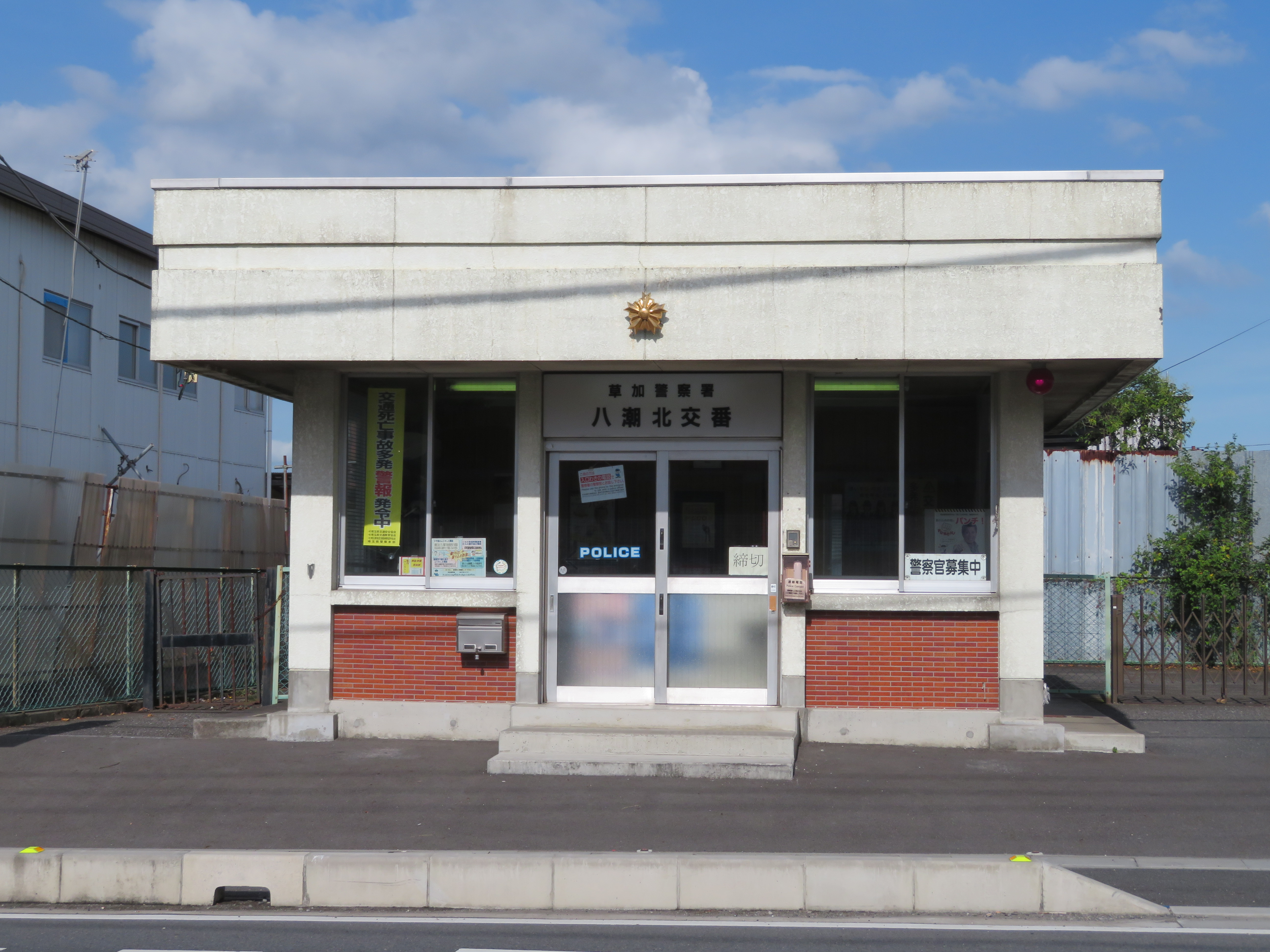
平成28年4月 ‐ 老朽化のため、八潮中央交番の建替えを行い開所する。
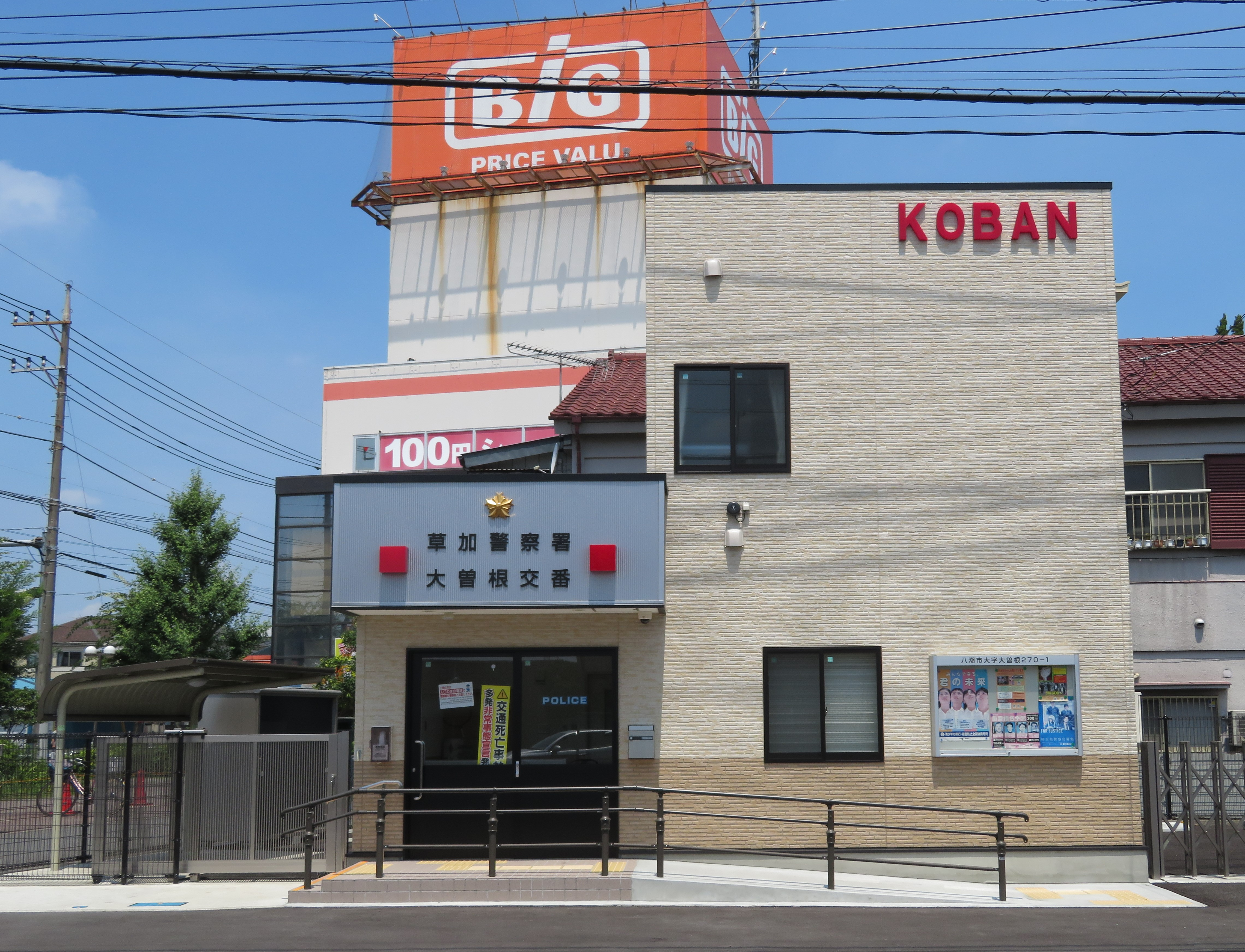
平成28年12月14日 ‐ 新田駅東口土地区画整理事業に伴い、新田駅前交番を金明町349番地1から金明町314番地1に仮建物を設置し移転する。
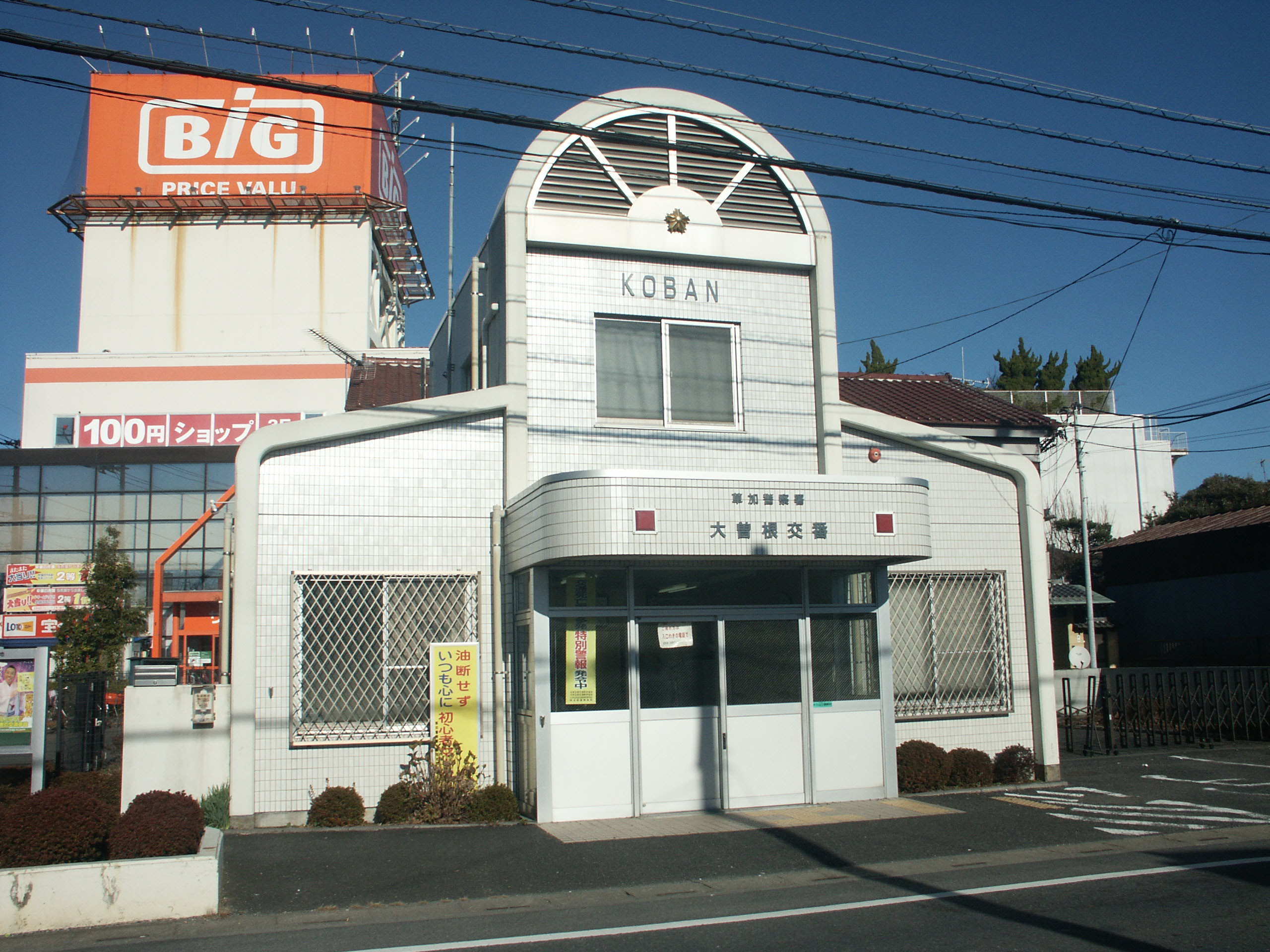
平成30年3月 ‐ 道路拡幅工事のため、大曽根交番の建替えを行い開所する。
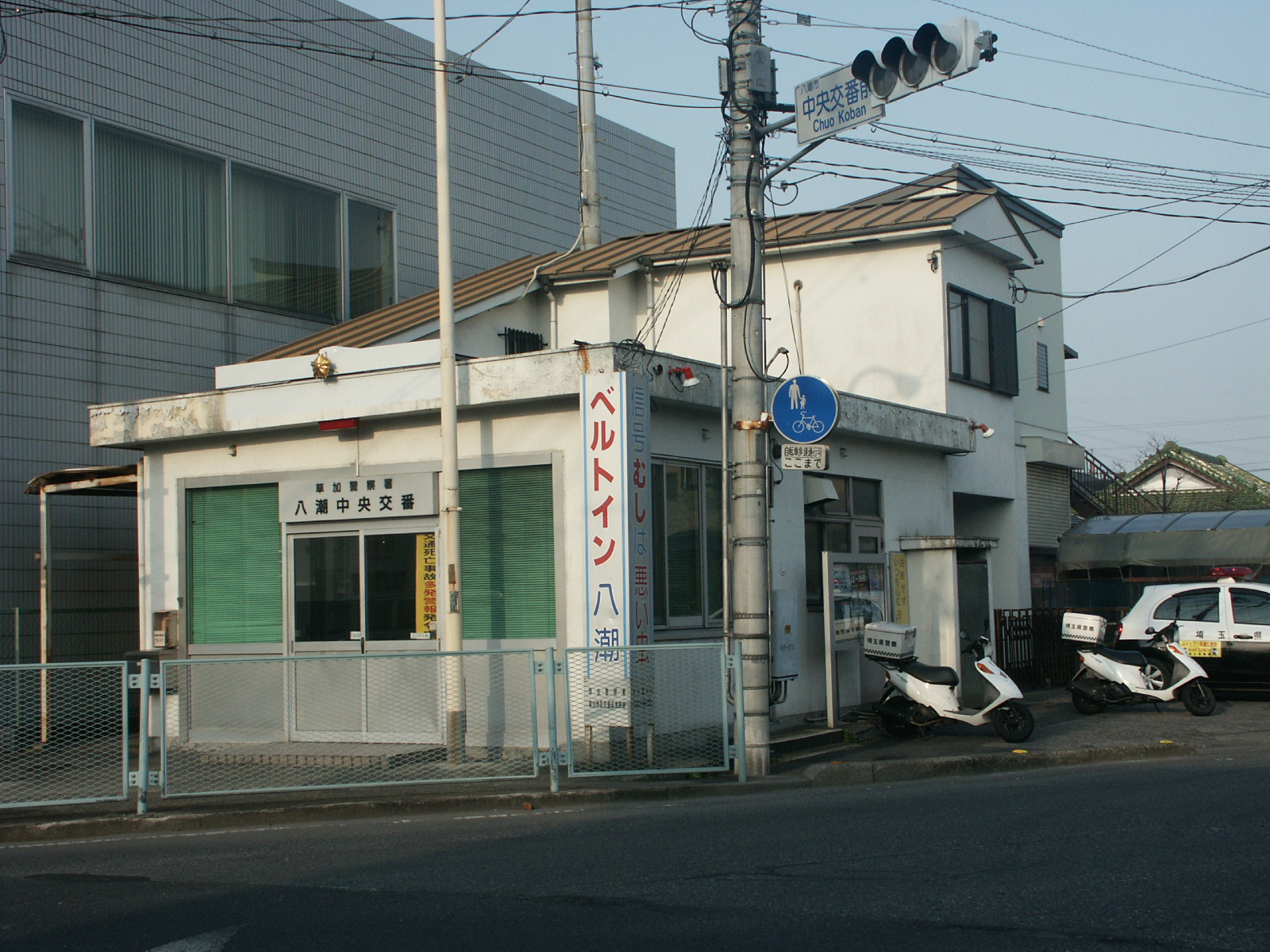
令和6年1月27日 ‐ 新田駅前交番が仮建物（金明町314番地1）から新田駅東口ロータリー前（金明町374番地）に新築移転する[1]。

## 交番
草加市
- 草加駅前交番 （高砂2丁目10番23号）
- 谷塚駅前交番 （谷塚町1丁目1番20号）
- 柳島交番 （両新田西町438番地12）
- 松原交番 （松原1丁目2番14号）
- 弁天交番 （弁天2丁目19番37号）
- 新田駅前交番 (金明町374番地)
- 長栄交番 （長栄3丁目31番地6)
- 青柳交番 （青柳7丁目51番4号）

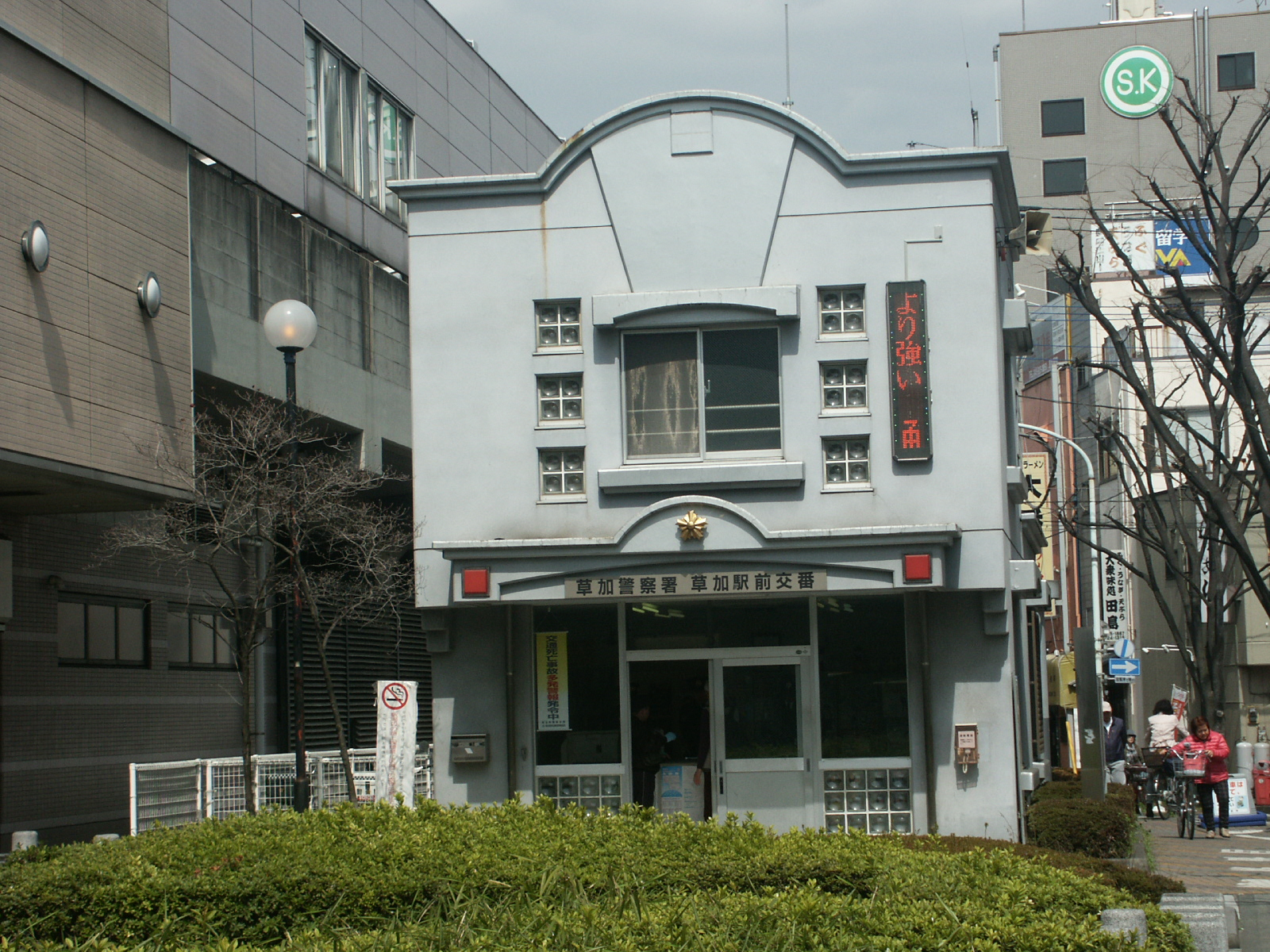
草加駅前交番
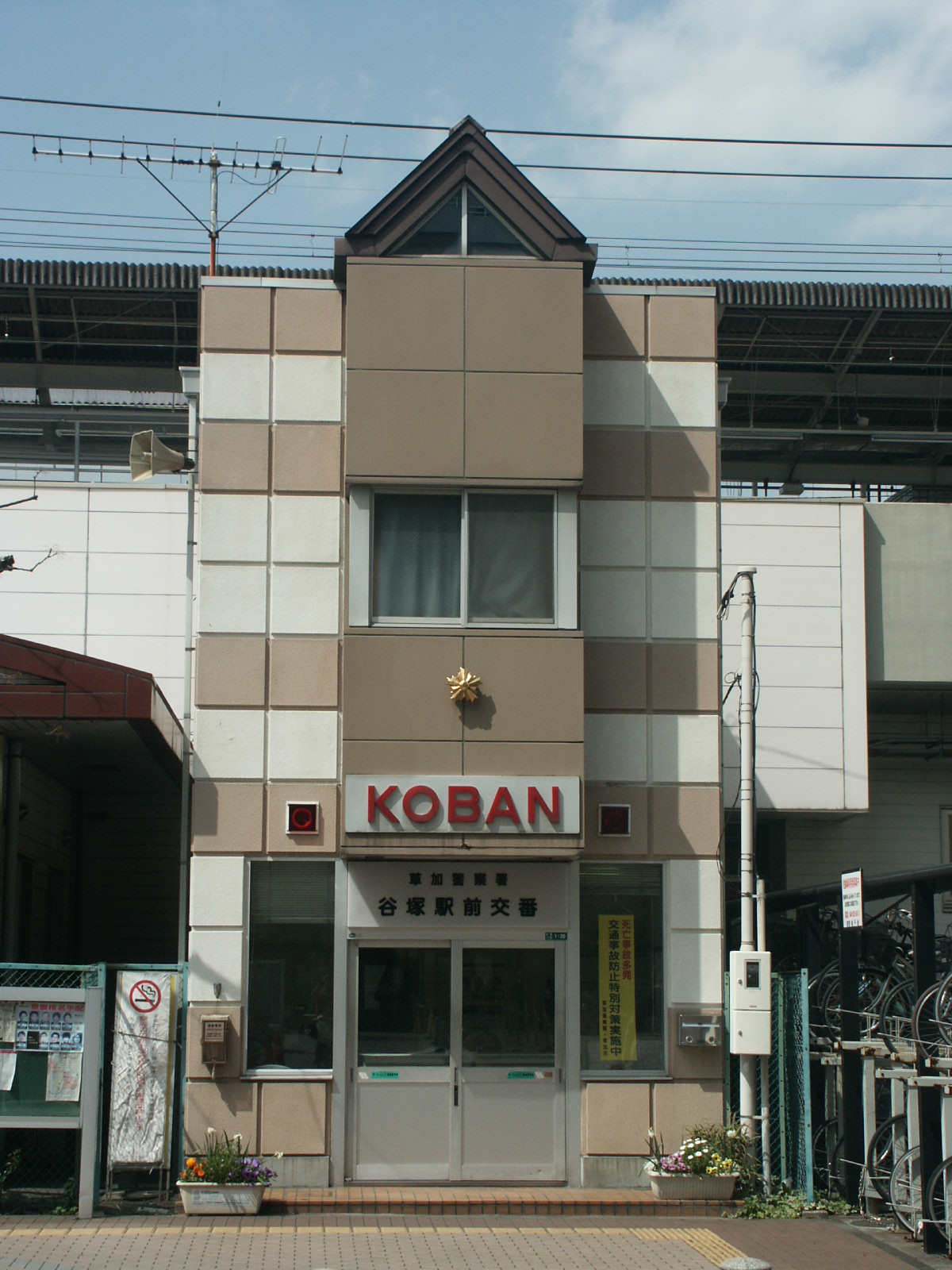
谷塚駅前交番
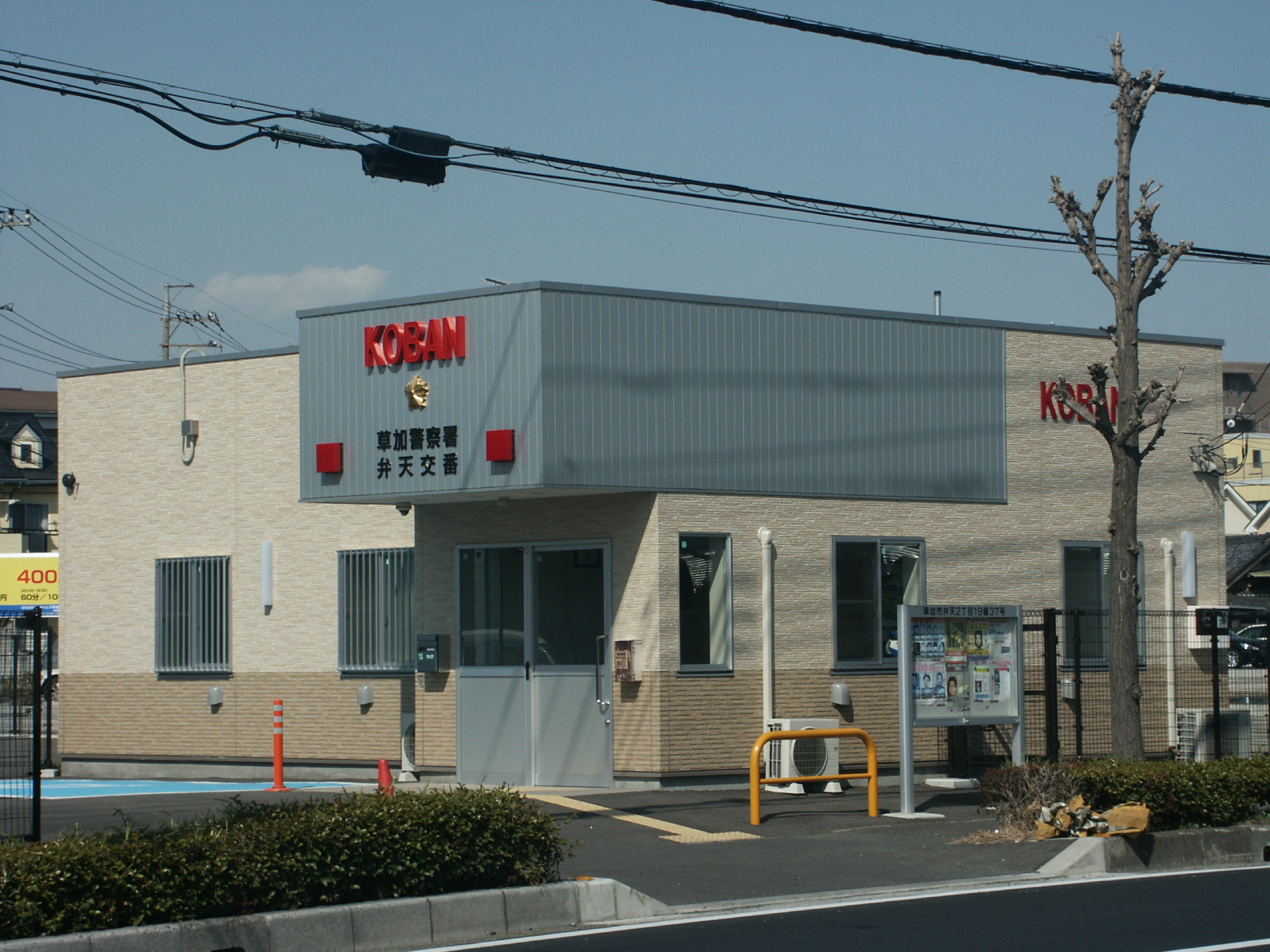
弁天交番
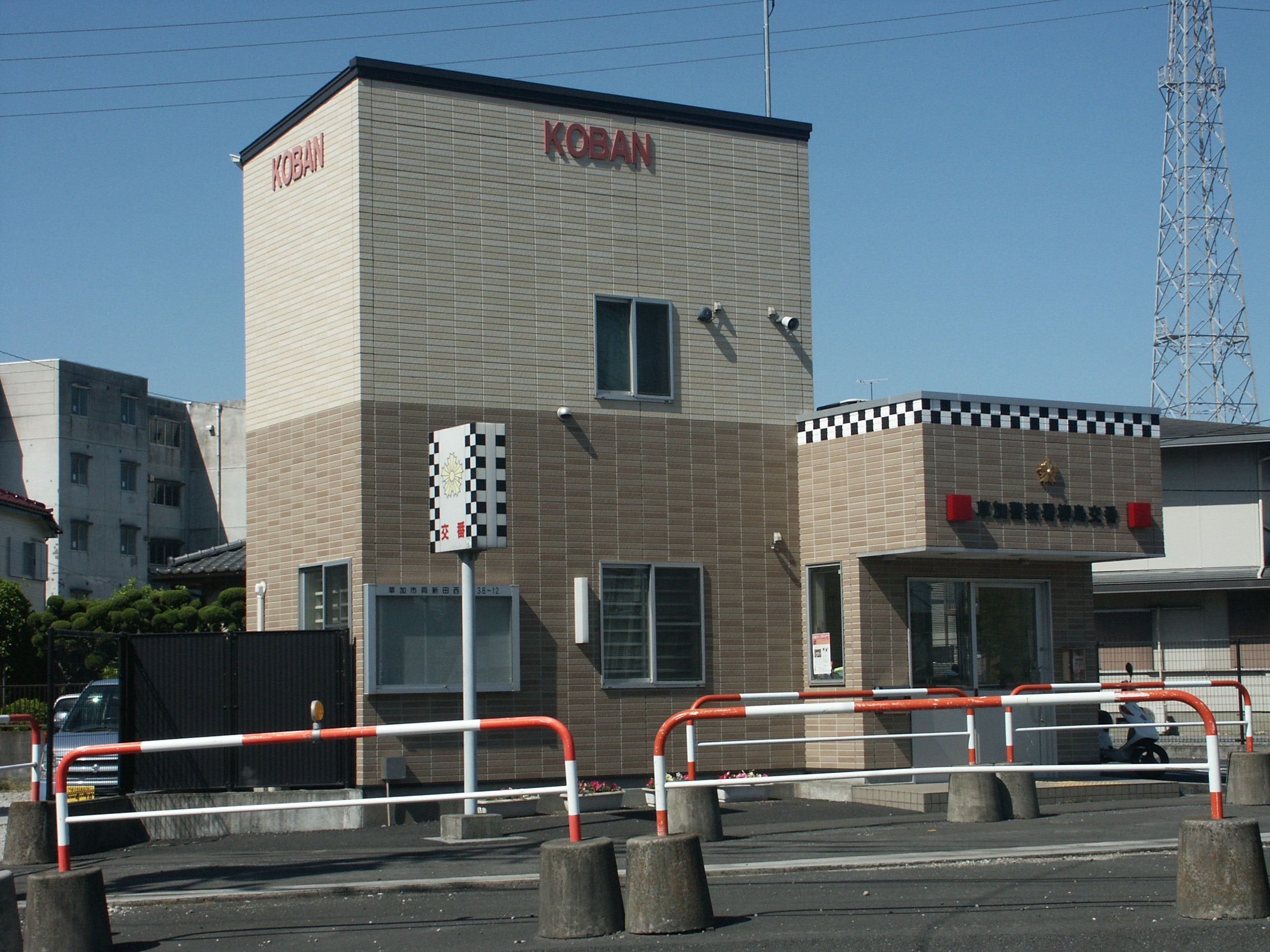
柳島交番
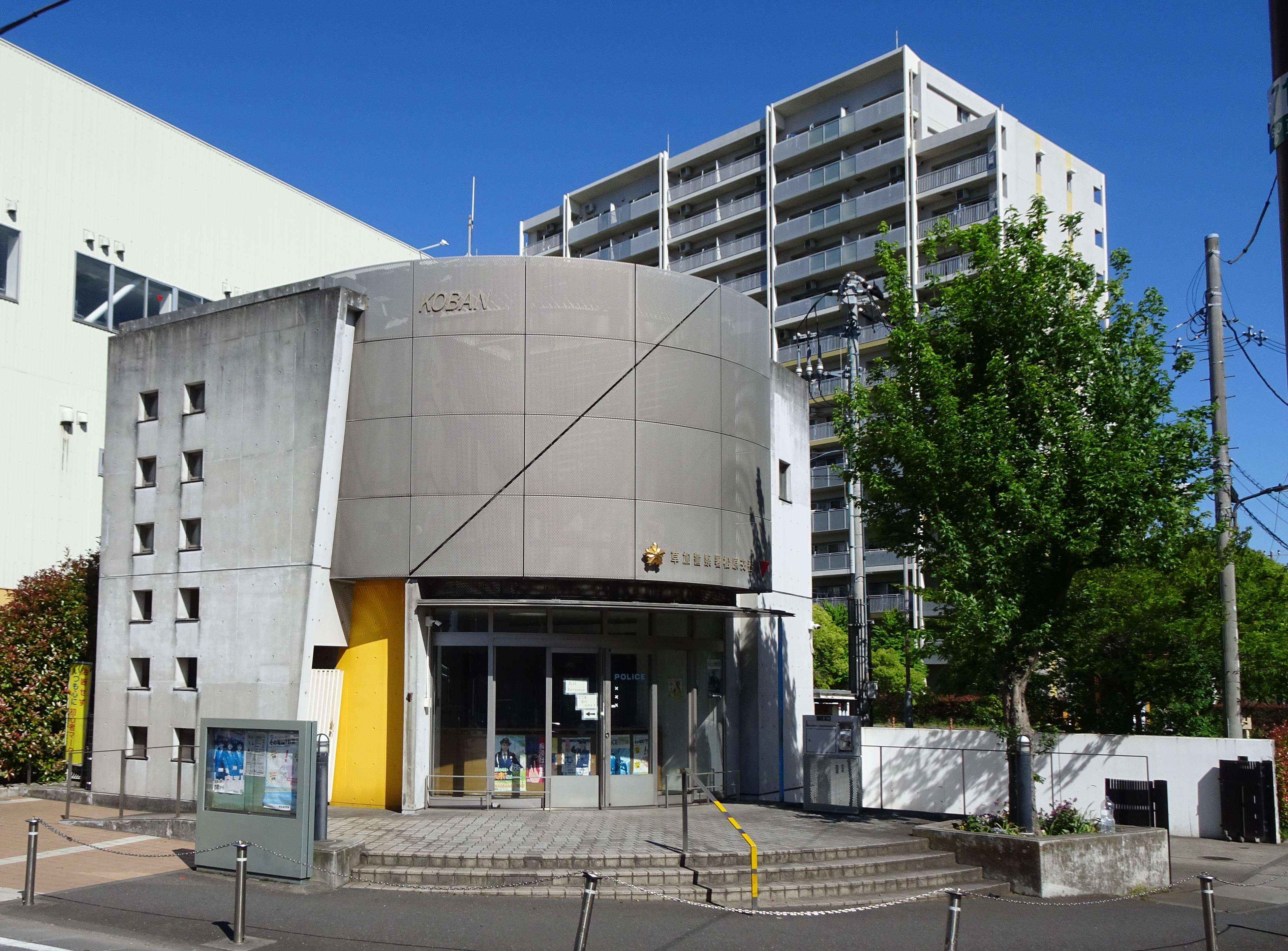
松原交番
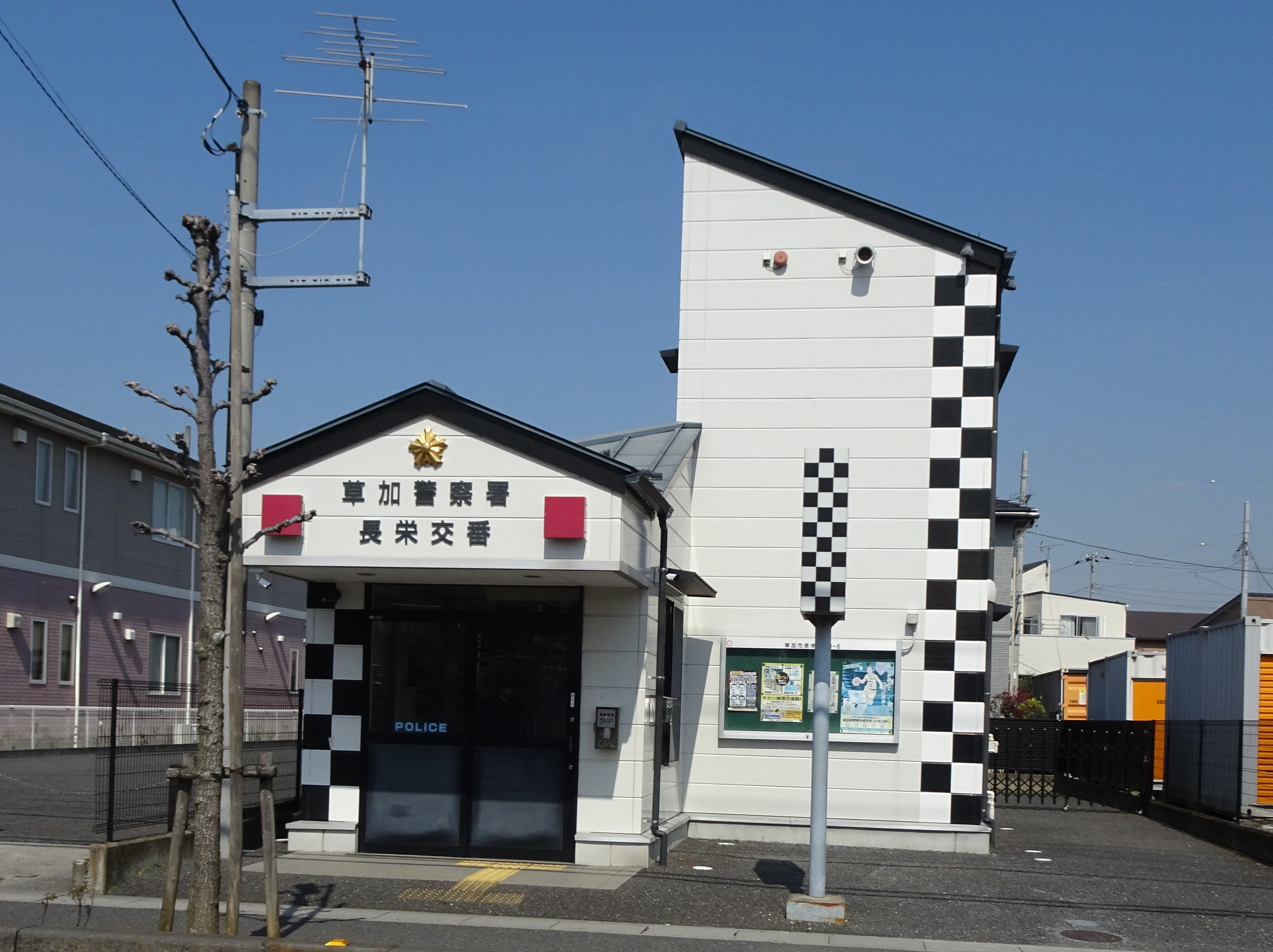
長栄交番
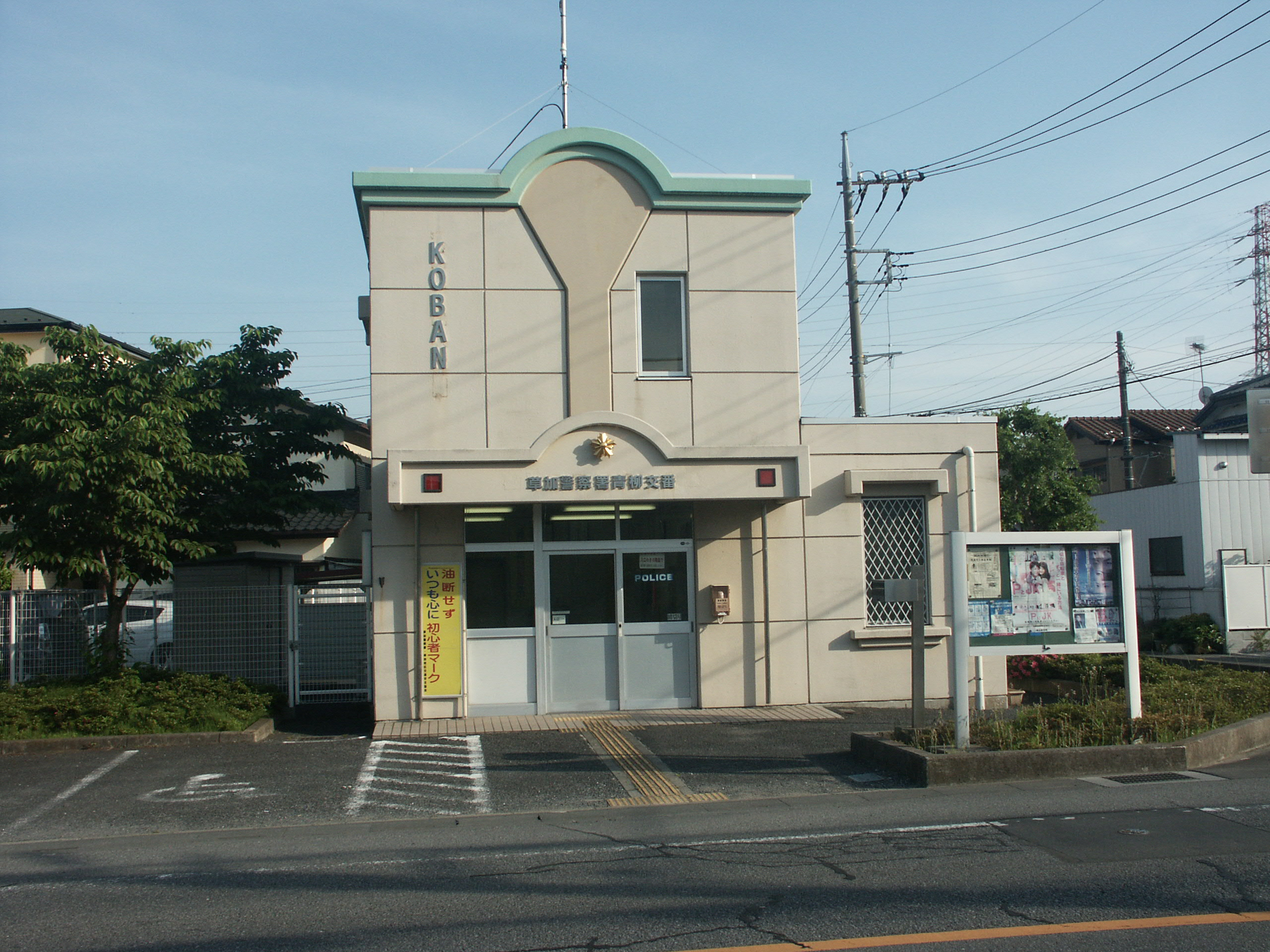
青柳交番

八潮市
- 八潮中央交番 （中央2丁目12番地19）
- 八潮北交番 （大字鶴ケ曽根63番地5）
- 八潮駅前交番 （大瀬6丁目108番地）
- 大曽根交番 （大字大曽根270番地）

- 八潮中央交番
- 八潮駅前交番
- 八潮北交番
- 大曽根交番
- 大曽根交番（旧建物）
- 八潮中央交番（旧建物）

## かつて設置されていた交番
- 草加中央地区交番（草加市吉町1丁目）：草加市に移管し、草加市安心安全ステーション・消防団第2分団第2部詰所に変更。その後平成30年度に建物を解体し廃止する。
- 西町交番（草加市西町）：廃止
- 松原西交番（草加市北谷1丁目）：廃止
- 八潮南交番（八潮市大瀬）：八潮駅前に移転し八潮駅前交番に改称

## 管内で発生した主な事件
- 2015年4月24日 - さいたま市桜区白鍬在住の当署生活安全課の巡査部長が、北谷1丁目の国道4号で、男子高校生を跳ねて軽傷を追わせて逃走したとして、自動車運転処罰法違反及び道路交通法違反（ひき逃げ）の疑いで逮捕され「事故を起こして止まらず逃げたことは間違いない」と容疑を認めている[2]。